# 新宮 (新宮市)
新宮（しんぐう）は、和歌山県新宮市の大字。郵便番号は647-0081。本項ではかつて概ね同区域に存在した東牟婁郡新宮町（しんぐうちょう）についても記す。

## 地理
新宮市中心部の西・南を囲む区域、熊野川の河口右岸にあたる。南で三輪崎、西で南檜杖、北で熊野川を挟んで三重県南牟婁郡紀宝町北檜杖・鮒田・成川・鵜殿に接し、北西部に市街地の住居表示実施地区を内包する。紀勢本線と国道42号が南北を縦断し、熊野川に沿って国道168号が分岐する。また、海岸沿いを紀勢本線に沿って和歌山県道231号あけぼの広角線が通過する。新宮市役所や新宮駅等の施設は住居表示実施地区に所在する。

### 海洋
- 熊野灘

### 河川
- 熊野川
- 市田川

## 歴史
- 幕末 - 牟婁郡新宮町（区域内に町方支配15町・村方支配11町）が存在。「旧高旧領取調帳」の記載によると紀州藩附家老安藤氏領。
- 慶応4年1月24日（1868年2月17日） - 安藤氏領が立藩して新宮藩領となる。
- 明治4年7月14日（1871年8月29日） - 廃藩置県により新宮県の管轄となる。
- 明治4年11月22日（1872年1月2日） - 和歌山県の管轄となる。
- 1875年（明治8年） - 町内を25町村に区分。
- 1879年（明治12年）1月20日 - 所属郡が東牟婁郡に変更。
- 1889年（明治22年）4月1日 - 町村制の施行により、近世以来の新宮町が単独で自治体を形成。全域が大字新宮となり、近世以来の25町村は通称名となる。
- 1933年（昭和8年）10月1日 - 新宮町が三輪崎町と合併して新宮市が発足。同市の大字となる。
- 1956年（昭和31年） - 震戦災地の土地区画整理事業の施行により、地内より船町・上本町・元鍛治町・薬師町・別当屋敷町・大橋通・馬町・下本町・新町・仲之町・横町・谷王子町・阿須賀町・池田町・伊佐田町が起立（丁目は略。以下同）。
- 1980年（昭和55年） - 地内より王子町・田鶴原町が起立。
- 1981年（昭和56年） - 地内より池田・阿須賀・蓬莱・あけぼの・丸山・熊野地が起立。
- 1982年（昭和57年） - 地内より相筋・清水元が起立。
- 1985年（昭和60年）2月1日 - 地内より神倉・磐盾・五新が起立。

## 交通

### 鉄道
西日本旅客鉄道（JR西日本）
 紀勢本線（きのくに線）：新宮駅（ - 熊野地駅 - 広角駅）
- 熊野地駅は1982年（昭和57年）廃止、広角駅は1937年（昭和12年）廃止。

### 道路

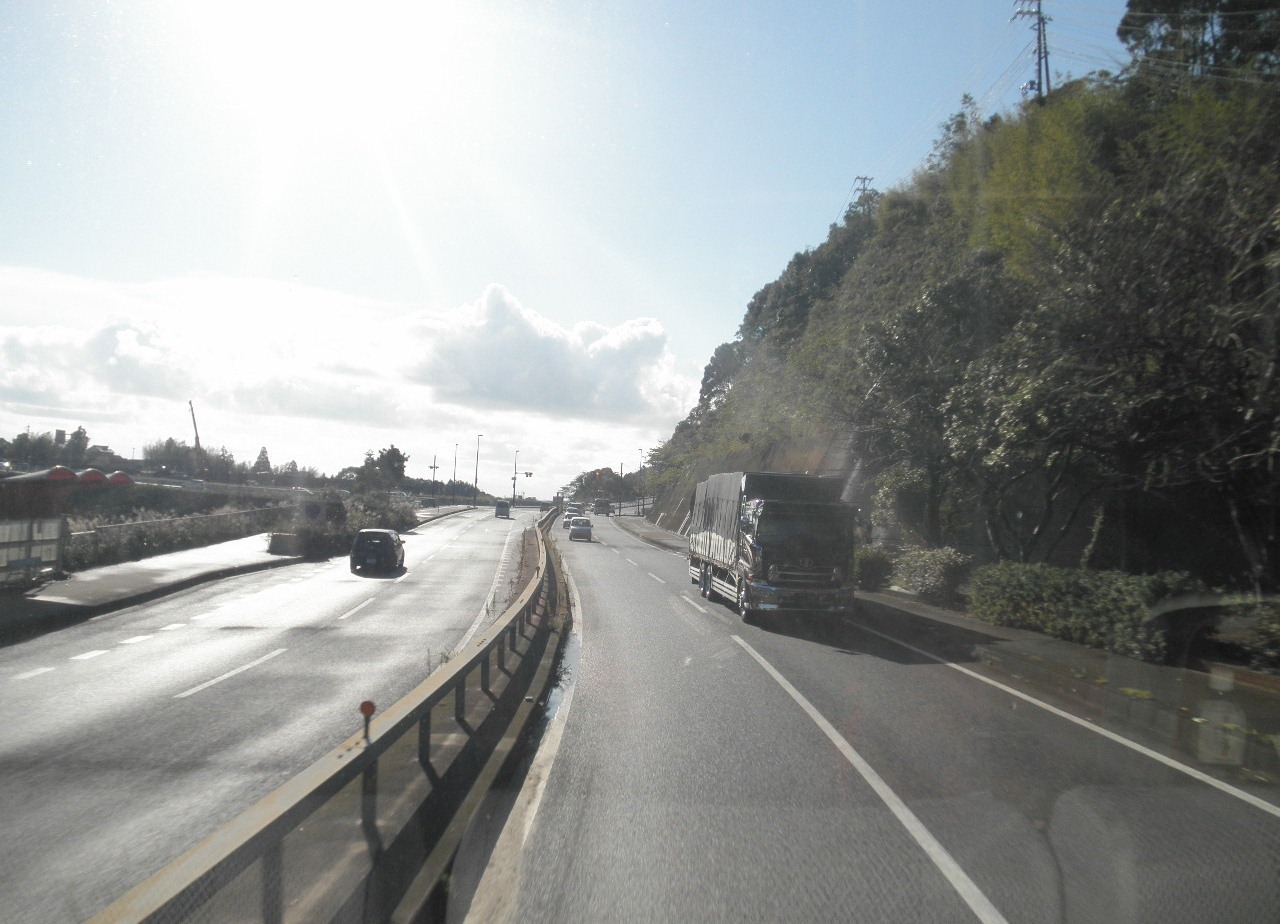
国道42号
- 国道168号
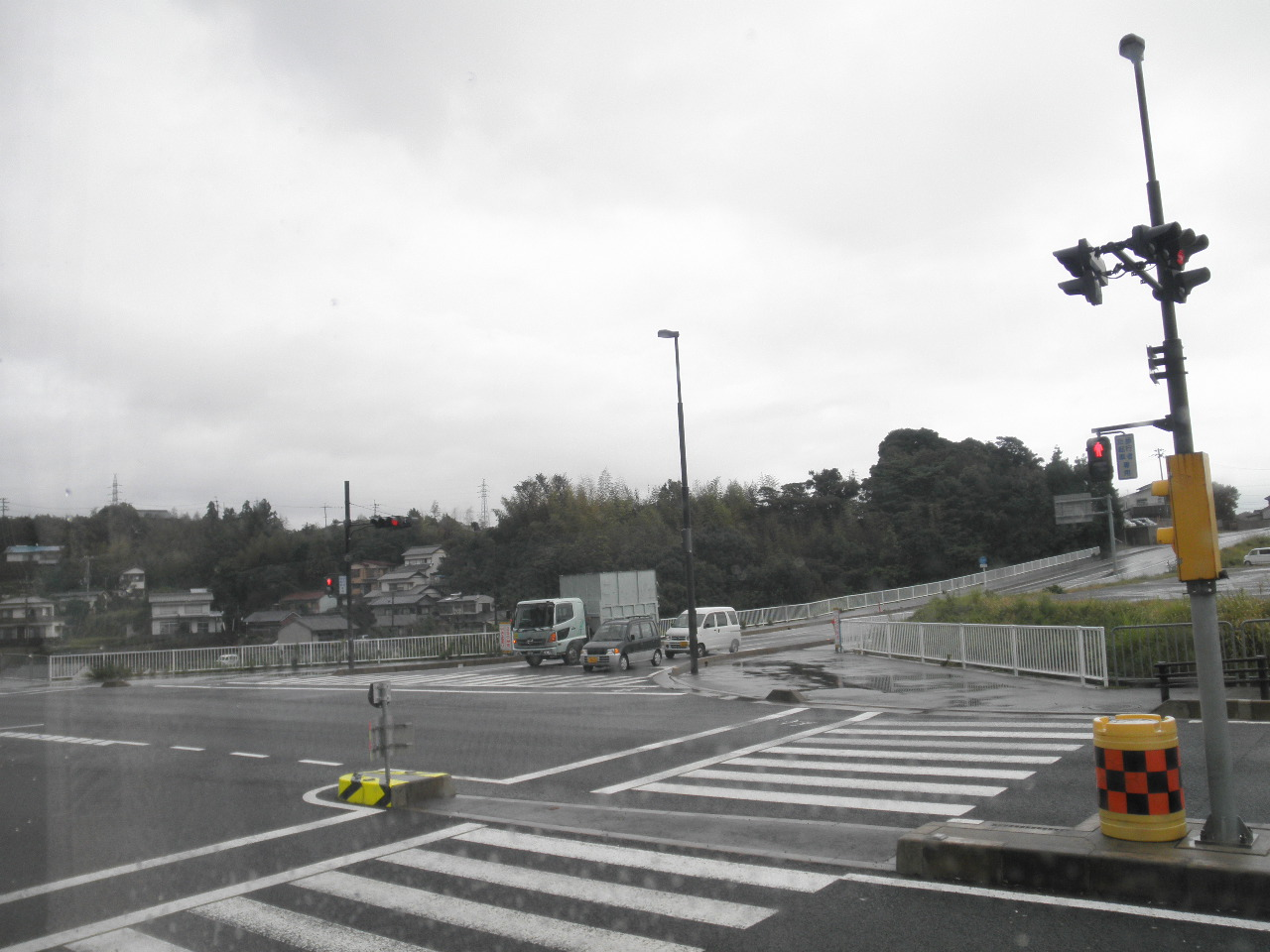
和歌山県道231号あけぼの広角線

- 国道42号
- 和歌山県道231号あけぼの広角線

## 施設
- 近畿大学附属新宮高等学校・中学校
- 新宮市立丹鶴幼稚園
- 新宮市立正明幼稚園
- 新宮市立新木保育園
- 新宮松山簡易郵便局
- 田辺年金事務所新宮分室
- 鴻田公園
- 丸山公園
- 松山公園
- 神倉神社
- 廣津野神社
- 専光寺
- 名体寺
- 本廣寺
- 清涼寺
- 南清寺
- 清水寺
- 新宮東宝ボウル

## 名所・旧跡・観光スポット・祭事・催事
- 熊野速玉大社
- 佐藤春夫記念館
- 新宮城跡（丹鶴城公園）

## 出身・ゆかりのある人物
- 印東玄得（医師[1]、東京大学助教授[1]）
- 佐藤春夫（詩人、小説家）
- 世耕弘成（参議院議員、学校法人近畿大学理事長） - 住所が新宮[2]。
- 大石余平（日本キリスト教会新宮教会設立の中心人物、西村伊作の父）[3]
- 西村伊作（文化学院の創立者）
- 湯川寛吉（住友合資総理事）

## 関連文献
- 『新宮町郷土誌』和歌山県東牟婁郡教育会第一部会、1932年。NDLJP:1104192。